# جون باردين
جون باردين (بالإنجليزية: John Bardeen)‏، (23 مايو 1908 - 30 يناير 1991)، هو فيزيائي أمريكي حاصل على جائزة نوبل في الفيزياء مرتين عامي 1956 و 1972. (هو الوحيد الذي حصل على جائزة نوبل للفيزياء مرتين في تاريخه).
ولد في 23 مايو 1908 في مدينة ماديسون في ولاية ويسكنسن. هو الوحيد الذي حصل على جائزة نوبل للفيزياء مرتين في تاريخه، الأولى كانت لأعماله في ترانزستورات عام 1956، والثانية كانت لأبحاثه في مجال المواد فائقة التوصيل عام 1972.
وقد شاركه العالمان ليون كوبر وجون روبرت شريفر في الجائزة.
حصل على شهادة الماجستير من جامعة ويسكنسن في الهندسة الكهربائية ثم التحق بجامعة برينستون للحصول على شهادة الدكتوراه في علوم الفيزياء الرياضية.

## بداية حياته

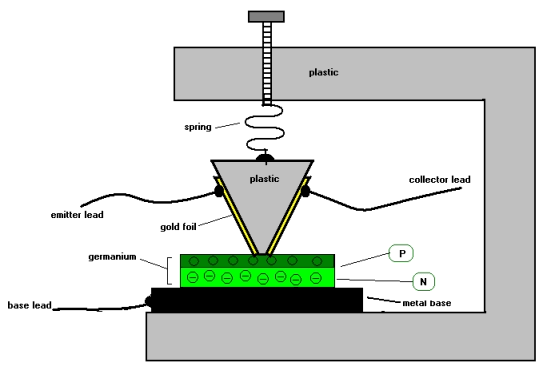
الترانزستور النقطي.

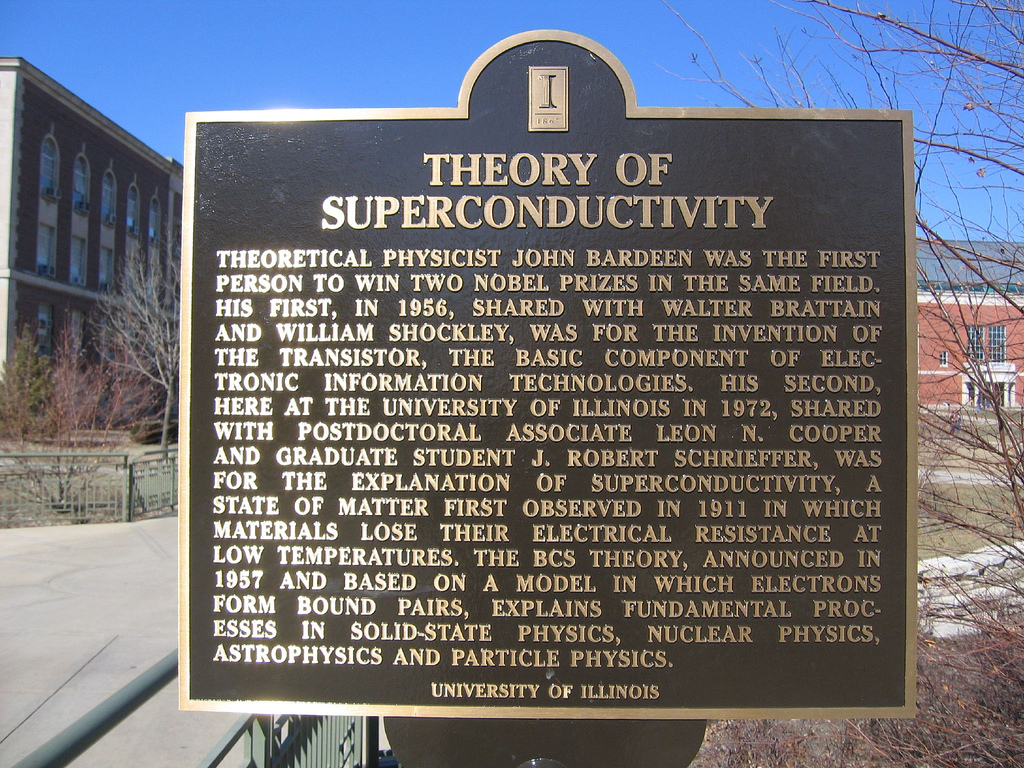
نصب تذكاري لنظرية جون باردين في المواد فائقة التوصيل في جامعة إلينوي.

ولد جون باردين في ماديسون بولاية ويسكونسن في 23 مايو 1908. وكان الابن الثاني للدكتور تشارلز راسل باردين وألثيا هارمر باردين. وكان واحدا من خمسة أطفال. وكان والده، تشارلز باردين، أستاذ علم التشريح وأول عميد لكلية الطب في جامعة ويسكونسن-ماديسون. ألثيا باردين، قبل الزواج، كانت تدرس في مدرسة مختبر ديوي، وبعد الزواج كانت شخصية مشهورة في عالم الفن.
ظهرت موهبة باردين في الرياضيات في وقت مبكر. وكان مدرس الرياضيات في الصف السابع يحثه ويشجعه على متابعة مسائل متقدمة في الرياضيات، وحتى بعد سنوات عديدة كان باردين ما زال يدين لمدرسه بالفضل في حثه على الاهتمام بالرياضيات.
حضر باردين المدرسة الثانوية الجامعية في ماديسون لعدة سنوات، ولكن تخرج من مدرسة ماديسون الثانوية الوسطى في 1923. وتخرج من المدرسة الثانوية في سن الخامسة عشر، على الرغم من أنه كان من الممكن أن يتخرج قبل عدة سنوات. وكان تخرجه تأجل بسبب أخذ دورات إضافية في آخر المرحلة الثانوية، وأيضا بسبب وفاة والدته. دخل جامعة ويسكونسن ماديسون في عام 1923. واختار باردين الهندسة لأنه لم يرد أن يصبح أكاديميا مثل أبيه أستاذ علم التشريح وأيضاً بسبب علاقة الهندسة الوثيقة بالرياضيات، كما شعر أن فرص الاشتغال بالهندسة ذات آفاق جيدة.
حصل باردين علي درجة البكالوريوس في الهندسة الكهربائية من جامعة ويسكونسن- ماديسون عام 1928. وقد تخرج في 1928 على الرغم من تركه الجامعة لسنة ليعمل في شيكاجو. وكان قد أخذ جميع مقررات الفيزياء والرياضيات التي أثارت اهتمامه. كان بتردين قد أخذ سنة إضافية خلال دراسته في الجامعة مما أتاح له إكمال أطروحته في الماجستير والتي حصل عليها عام 1929 من جامعة ويسكونسن. كان باردين قد تأثر خلال دراسته بالكثير من علماء الرياضيات والفيزياء منهم بول ديراك (صاحب دالة ديراك-دلتا الشهيرة) وفرنر هايزنبرج (صاحب مبدأ عدم التأكد في ميكانيكا الكم) وآرنولد سومر.
فشل باردين في التقدم للحصول على زمالة جامعتي ترينيتي وكامبريدج.
بقي باردين لبعض الوقت في ولاية ويسكونسن لإكمال دراساته، لكنه ذهب في نهاية المطاف للعمل في مختبرات الخليج للأبحاث، الفرع البحثي لشركة نفط الخليج، ومقرها في بيتسبرج، عمل باردين هناك على تطوير طرق لتفسير المسوحات المغناطيسية والجاذبية من 1930 حتى 1933، وقد عمل كجيوفيزيائي. ثم ترك العمل وقدم طلبا وتمت الموافقة على برنامج الدراسات العليا في الرياضيات في جامعة برنستون.
درس باردين كلا الرياضيات والفيزياء كطالب دراسات عليا، وانتهى بكتابة أطروحته حول مشكلة في الفيزياء الحالة الصلبة، تحت إشراف الحائز على جائزة نوبل الفيزياء يوجين ويغنر. قبل إكمال رسالته، عرض عليه منصب زميل جديد لجمعية الزملاء في جامعة هارفارد في عام 1935. وأمضى السنوات الثلاث التالية هناك، من 1935 حتى 1938، عمل هناك مع الحائز على جائزة نوبل هاسبروك فيلك وبيرسي بريدجمان –الذي حاز على جائزة نوبل فيما بعد- في دراسة التوصيل الكهربي في المعادن. حصل باردين على شهادة الدكتوراه في الفيزياء الرياضية من جامعة برينستون في 1936.

## حياته المهنية الأكاديمية
في خريف عام 1938، بدأ باردين في منصبه الجديد كأستاذ مساعد في جامعة مينيسوتا.
في عام 1941، بدأت بوادر الحرب العالمية الثانية، ومن ثم أخذ باردين إجازة من عمله والتحق بالعمل في مختبر المعدات الحربية البحرية. وكان عليه البقاء لمدة أربع سنوات. في 1943 دعي للانضمام إلى مشروع مانهاتن، لكنه رفض، لأنه لا يريد الابتعاد عن عائلته. حصل على جائزة الاستحقاق الخدمة المدنية لخدمته في مختبر المعدات الحربية البحرية.
بعد نهاية الحرب العالمية الثانية، بدأ باردين السعي إلى العودة إلى الأوساط الأكاديمية ولكن جامعة مينيسوتا لم تدرك أهمية مجال فيزياء الحالة الصلبة، وفي نفس الوقت كانت مختبرات بل قد بدأت في تكوين شعبة لفيزياء الحالة الصلبة بقيادة ويليام شوكلي وكان اسم باردين مرشحا بشدة للالتحاق بهذه الشعبة، ولأن باردين لم يلق الترحيب الكافي والدعم المادي والمعنوي في جامعة مينيسوتا، فقد قرر قبول عرض مختبرات بل المغري في عام 1945.

### مختبرات بل
في أكتوبر عام 1945، بدأ جون باردين العمل في فريق فيزياء الحالة الصلبة بقيادة ويليام شوكلي والكيميائي ستانلي مورجان مع والتر براتين وخبير الإلكترونيات هيلبرت مور. وكان باردين قد انتقل بعائلته إلى نيوجيرسي. سبق لباردين لقاء كلا من شوكلي في مدرسة ماساتشوستس وبراتين أثناء دراساته العليا في برنستون. ومن هنا نشأت علاقة صداقة قوية بين باردين وبراتين.
كانت مهمة الفريق إيجاد مكبر للتيار وللقدرة في الحالة الصلبة كبديل للصمامات المفرغة التي كانت تستخدم كمكبرات آنذاك وكانت تحتاج نحو 200 فولت تيار مستمر لبدء تشغيلها وكذلك كانت تحتاج لدوائر للتبريد. واستندت محاولاتهم الأولى على أفكار شوكلي حول استخدام مجال كهربي خارجي على أشباه الموصلات الكهربائية يؤثر على توصيلها للكهرباء. هذه التجارب فشلت في ظروف غامضة برغم استخدامهم العديد من المواد. كان الفريق في حالة جمود إلى أن اقترح باردين نظرية مفادها وجود مستويات للطاقة للإلكترونات عند سطح شبه الموصل تمنع المجال الكهربي الخارجي من اختراق شبه الموصل، فغير الفريق تركيزه إلى دراسة هذه المستويات السطحية للطاقة وكانوا يجتمعون بشكل شبه يومي لمناقشة ما وصلوا إليه. كانت العلاقات داخل الفريق ممتازة وكانوا يتبادلون الأفكار بحرية. بحلول شتاء عام 1946 كان الفريق قد وصل إلى ما يكفي من النتائج وقام باردين بتقديمها في ورقة علمية عن مستويات الطاقة السطحية. براتين بدأ في تجارب تهدف إلى دراسة هذه المستويات السطحية عن طريق تسليط ضوء ساطع على سطح شبه موصل. أدت هذه التجارب إلى عدة ورقات علمية منهم واحدة شارك فيها شوكلي والتي بين فيها أن كثافة سطح شبه الموصل كانت أكثر من كافية لإفشال تجارب الفريق. ثم ارتفعت وتيرة العمل بشكل ملحوظ عند اكتشاف الفريق همزة الوصل بين أشباه الموصلات والأسلاك الموصلة والإلكتروليتات، وفي النهاية وصل الفريق إلى نتائج على تكبير القدرة الكهربية.

### اختراع الترانزستور
في ربيع 1947، كلف شوكلي كلا من باردين وبراتين بمهمة وهي اكتشاف سبب عدم عمل المكبر الذي صنعه شوكلي. في قلب الترانزستور كان يوجد بلورة من السيليكون -استبدلت فيما بعد ببلورة من الجرمانيوم- لمعرفة ما كان يجري، كان لزاما على باردين تذكر البحث الذي قدمه عن ميكانيكا الكم عندما كان يكمل رسالته للدكتوراه في جامعة برنستون. كما استنتج باردين عددا من النظريات الجديدة بنفسه. اكتشف باردين، بعد ملاحظة تجارب براتين، إن كل العلماء السابقين افترضوا خطأ أن التيار الكهربي يسري بصورة متماثلة في كل أجزاء الجرمانيوم، في حين أن الإلكترونات تتصرف بصورة مغايرة عند السطح. ومن هنا استنتج باردين أنه إذا استطاع التحكم فيما يحدث عند السطح، فإنه من الممكن تشغيل المكبر.
في 23 ديسمبر عام 1947، تمكن باردين وبراتين-من دون شوكلي- من تخليق نقطة اتصال تعمل كترانزستور مما حقق التكبير في التيار والقدرة الكهربية. وبحلول الشهر التالي، بدأ محامي مختبرات بل لبراءات الاختراع العمل على تقديم براءة اختراع الترانزستور.
وسرعان ما اكتشف محامو مختبرات بل أن مبدأ شوكلي لتأثير المجال قد سجل من قبل كبراءة اختراع عام 1930 من قبل جوليوس ليلنفيلد. وعلى الرغم من أن تلك البراءة يمكن التغاضي عنها نظرا لأن الاختراع الشبيه باختراع شوكلي لم يعمل بصورة صحيحة، إلا أن المحامين قدموا أربع براءات، واحدة عن تصميم نقط الاتصال (الترانزستور النقطي) لباردين وبراتين والثلاثة الآخرين قدموا في نفس الوقت عن الترانزستور ذو الأساس الإلكتروليتي ووضع اسم كل من باردين وجيبني وبراتين كمخترعين. لم يذكر اسم شوكلي على أيا من الأربع براءات مما أغضبه لأن العمل كان أساسا عن فكرته عن تأثير المجال الكهربي.
حتى أنه بذل جهدا لجعل البراءة باسمه فقط وأخبر كلا من باردين وبراتين بنواياه.
وفي ذات الوقت، واصل شوكلي سرا عمله لبناء نوع مختلف من الترانزستور على أساس الوصلات بدلاً من نقاط الاتصال؛ وكان قد توقع أن يكون هذا التصميم أكثر قابلية للتطبيق التجاري. عمل شوكلي بشراسة على أعظم إبداعاته، الالكترونات والفجوات في أشباه الموصلات، والتي نشرت أخيرا باعتبارها أطروحة من 558 صفحة في عام 1950. وفيها استنبط شوكلي الأفكار الأهم في الانجراف والانتشار والمعادلات التفاضلية التي تحكم سريان الالكترونات في بلورات الحالة الصلبة. أيضا وضح شوكلي معادلته للدايود (الوصلة الثنائية). أصبح هذا العمل ركن الأساس لجيل كامل من العلماء الذين يعملون على تطوير وتحسين متغيرات جديدة من الترانزستور والأجهزة الأخرى التي تعتمد على أشباه الموصلات.
كان شوكلي غير راضي عن أجزاء معينة في شرح كيفية عمل الترانزستور النقطي وقدم تصورا عن إمكانية حقن النوع الموجب من البلورة بالكترونات والنوع السالب بفجوات، ما يسمى بحقن الاقليات الحاملة. قاد ذلك شوكلي لأفكار عن ما أسماه «الترانزستور الساندوتش». أدى هذا إلى اختراع الترانزستور الوصلة، والذي أعلن عنه في مؤتمر صحفي في الرابع من يوليو عام 1951. وحصل شوكلي على براءة الاختراع في 25 سبتمبر عام 1951. وسرعان ما طغى هذا الاختراع على الترانزستور النقطي وأصبح المهيمن بأغلبية ساحقة في السوق لسنوات عديدة. واصل شوكلي قيادة فريقه للمزيد من الإبداع في مختبرات بل في مجال الترانزستور لسنتين أخريين.
أخذ شوكلي نصيب الأسد في الفضل في اختراع الترانزستور بين العامة من الناس، مما أدى إلى تدهور العلاقة بينه وبين باردين. ومع ذلك أصرت إدارة مختبرات بل على تقديم المخترعين الثلاثة كفريق واحد. في النهاية غضب شوكلي ونفر من باردين وبراتين ومنعهما من العمل على الترانزستور الوصلة. بدأ باردين ملاحقة نظرية في مجال الموصلات الفائقة وترك مختبرات بل في عام 1951. رفض براتين العمل مع شوكلي مرة أخرى وحول لفريق اخر. لم يعمل كلا من باردين وبراتين على تطوير الترانزستور في الفترة ما بعد اختراعه بسنة.
وكان الترانستور (الناقل المقاوم أو المقحل) أصغر من الصمامات المفرغة بنسبة 1/50. وقد حل محلها في التلفاز والمذياع وسمح للأجهزة الكهربية أن تصبح أقل حجما وأكثر كفاءة وأقل بعثا للحرارة.

### جامعة إلينوي في أوربانا- شامبين

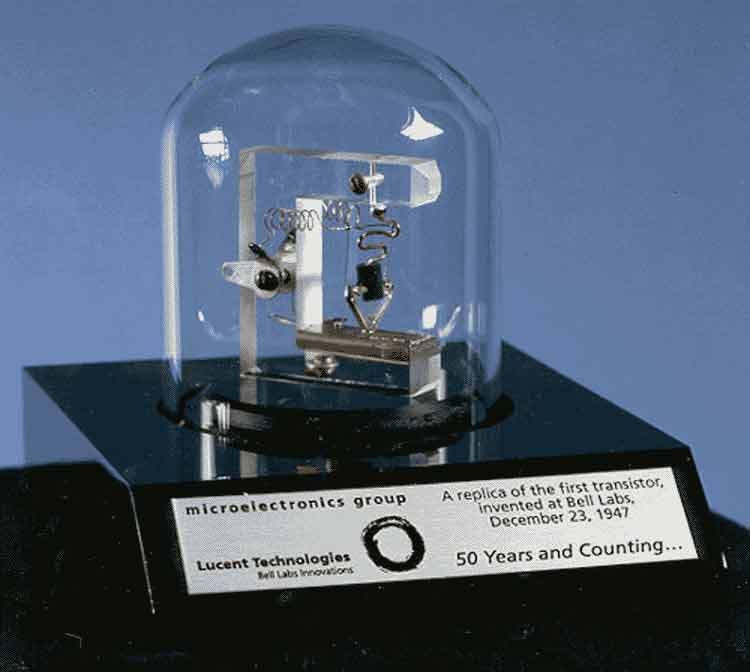
نسخة طبق الأصل من أول ترانزستور تم اختراعه في مختبرات بيل في 23 ديسمبر 1947

بحلول عام 1951، كان باردين يبحث عن وظيفة جديدة. أقنع فريد سيتز -صديق لباردين- جامعة إلينوي في أوربانا- شامبين بأن تعرض على باردين عرضا بقيمة 10,000 دولار في السنة. وافق باردين وترك مختبرات بل. والتحق بكليتي الفيزياء والهندسة في جامعة إلينوي في أوربانا- شامبين عام 1951. كان أستاذا في الهندسة الكهربية والفيزياء وكان أول طالب دكتوراه لديه هو نيك هولنياك عام 1954 والذي اخترع أول دايود باعث للضوء في عام 1962.
في جامعة إلينوي، أسس اثنين من برامج البحوث الرئيسية، واحد في قسم الهندسة الكهربائية وواحد في قسم الفيزياء. تناول برنامج البحوث في قسم الهندسة الكهربائية التعامل مع كل من الجوانب النظرية والتجريبية لأشباه الموصلات، وبرنامج البحوث في قسم الفيزياء التعامل مع الجوانب النظرية لنظم الكم العيانية، ولا سيما الموصلية الفائقة.
كان باردين أستاذا نشطا في إلينوي من عام 1951 حتى عام 1975 ثم أصبح أستاذا فخريا.

### جائزة نوبل في الفيزياء عام 1956
في عام 1956، تقاسم باردين جائزة نوبل في الفيزياء مع ويليام شوكلي ووالتر براتين «لأبحاثهم على أشباه الموصلات واكتشافهم لتأثير الترانزستور».
سمع باردين هذا الخبر أول مرة عندما كان يصنع الإفطار ويستمع إلى الراديو في صباح 1 نوفمبر 1956.
أقيم حفل جوائز نوبل في ستوكهولم عاصمة السويد، في مساء يوم الاثنين 10 ديسمبر، وتسلم الثلاثة جوائزهم من الملك غوستاف السادس أدولف. في هذه الليلة اجتمع المخترعين الثلاثة معا وتذكرا الأيام الخوالي عندما كانوا أصدقاء وجزءاً من فريق بحثي عظيم.
أحضر باردين واحد فقط من أبنائه الثلاثة لحضور حفل جائزة نوبل. وكان ابنيه الأخريين يدرسون في جامعة هارفارد، ولم يرد باردين تعطيل دراستهم. الملك غوستاف وبخ باردين بسبب هذا، وباردين أكد للملك أن في المرة القادمة سيحضر كل أولاده للحفل. وهو ما حدث بالفعل!

### نظرية باردين-كوبر
في عام 1957، توصل باردين بمعاونة ليون كوبر جون روبرت شريفر -طالب الدكتوراه تحت إشراف باردين- أدولف النظرية القياسية للمواد فائقة التوصيل أو كما تعرف بنظرية باردين-كوبر.
تشرح نظرية باردين-كوبر المواد فائقة التوصيل، حيث تمتلك بعض المواد القدرة على توصيل التيار الكهربي دون مقاومة كهربية عند خفض درجة حرارة تلك المواد. وتوضح هذه النظرية فائقية التوصيل كتأثير كمي ميكانيكي ماكروسكوبي. وتعد هذه النظرية إضافة إلى ماقدمه نيكولاي بوجوليوبوف من شرح لظاهرة فائقية التوصيل.

### جائزة نوبل في الفيزياء عام 1972
في عام 1972، تقاسم جون باردين جائزة نوبل في الفيزياء مع ليون نيل كوبر من جامعة براون وجون روبرت شريفر لتطويرهم نظرية فائقية التوصيل بشكل مشترك، والتي عادة ما تسمى نظرية باردين-كوبر.

### جوائز أخرى
في عام 1952، حصل على وسام ستيوارت بلنتين من معهد فرانكلين.
في عام 1959، انتخب زميلاً للأكاديمية الأمريكية للفنون والعلوم.
في عام 1965، حصل على الميدالية الوطنية للعلوم.
في عام 1971، تلقى باردين على وسام الشرف من IEEE «لإسهاماته العظيمة لفهم توصيل المواد الصلبة، واختراع الترانزستور، ونظرية فائقية التوصيل».
في عام 1975 حصل على وسام فرانكلين.
في 10 يناير 1977، حصل جون باردين على الوسام الرئاسي للحرية من الرئيس جيرالد فورد. وكان يمثله في الاحتفال ابنه، ويليام باردين.

## وفاته
في 30 يناير عام 1991 توفي جون باردين متأثرا بمرض في قلبه في مستشفى بريجهام في بوسطن ماسوشستس.

## روابط خارجية
- جون باردين على موقع الموسوعة البريطانية (الإنجليزية)
- جون باردين على موقع مونزينجر (الألمانية)
- جون باردين على موقع ميوزك برينز (الإنجليزية)
- جون باردين على موقع إن إن دي بي (الإنجليزية)